# アルフレト・ユゼフ・ポトツキ

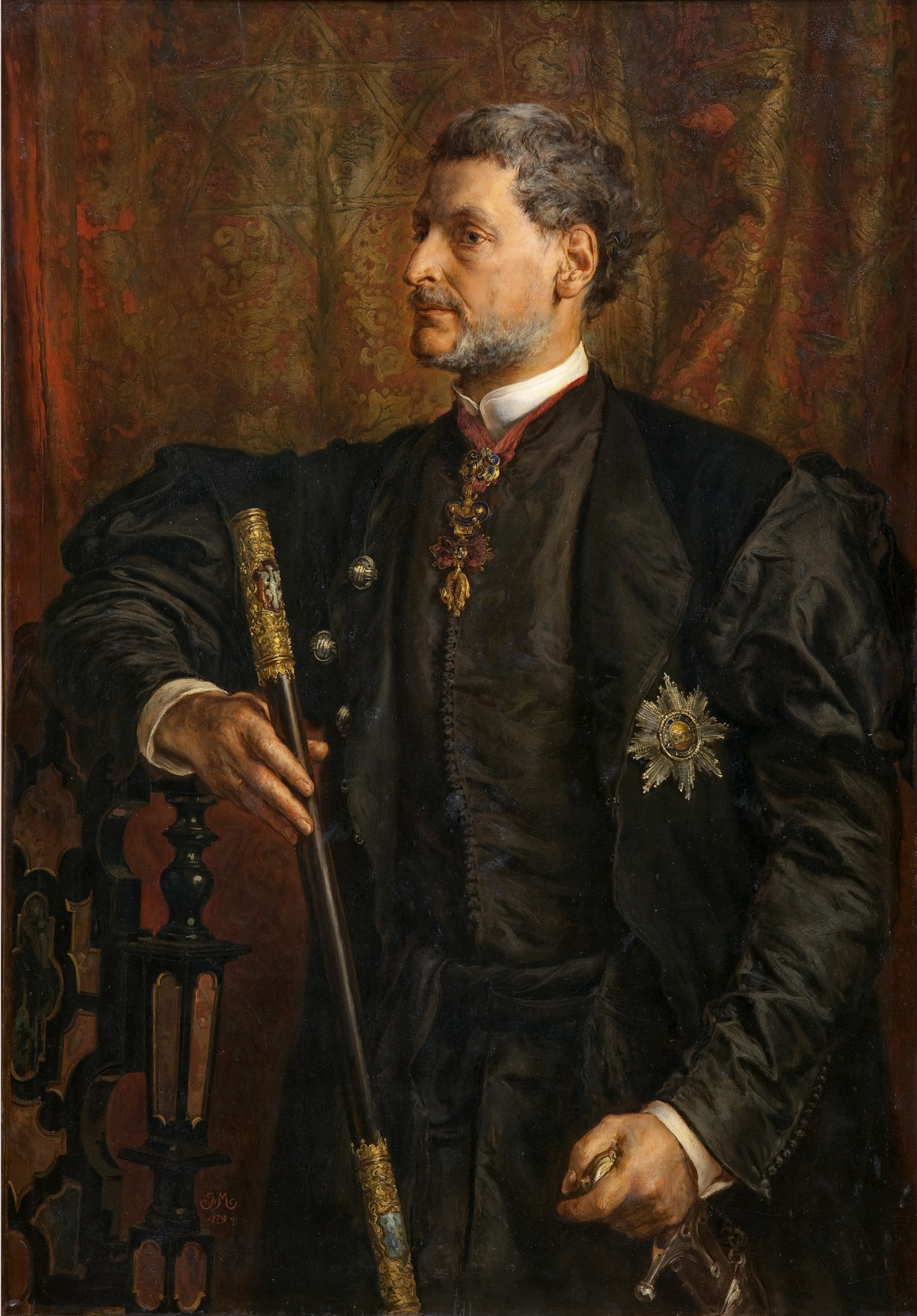
アルフレト・ユゼフ・ポトツキ伯爵、ヤン・マテイコ画

アルフレト・ユゼフ・ポトツキ（ポーランド語：Alfred Józef Potocki、1817年/1822年 - 1889年5月18日）は、ポーランドの貴族、伯爵、地主、政治家、君主制支持者、自由主義的保守主義者。ワィンツトの第2代オルディナト。オーストリア（オーストリア＝ハンガリー帝国）の政界でも活躍し、首相を務めた。

## 経歴
アルフレト・ヴォイチェフ・ポトツキ伯爵の息子として生まれた。小説家ヤン・ポトツキは父方の祖父、外交官のイェジ・ユゼフ・ポトツキは孫にあたる。1851年にロマン・スタニスワフ・サングシュコ公の娘マリア・クレメンティナと結婚した。1863年から亡くなるまでオーストリア領ガリツィア・ロドメリア王国の国会議員の席を占め、1875年から1877年までは同国会の議長を務めた。また1862年にはオーストリア貴族院議員に選ばれ、1867年から1870年にかけオーストリア農政大臣、1870年から1871年にかけて二重帝国のオーストリア側首相（防衛大臣を兼務）の任にあった。1873年にはクラクフに創設されたポーランド技術アカデミーの共同設立者の一人になっている。さらに1875年から1883年まで、ガリツィア総督であった。
| 先代 レオポルト・ハスナー・フォン・アルタ | オーストリアの首相 1870年 - 1871年 | 次代 カール・ホーエンヴァルト |